# Busunglück bei Monteforte Irpino
Das Busunglück bei Monteforte Irpino ereignete sich am 28. Juli 2013 um 20:30 Uhr auf der Autobahn A16 Neapel-Bari, Europastraße 842 zwischen Monteforte Irpino und Baiano, Region Kampanien, Italien. Dabei wurden von den 50 Insassen, vor allem Kinder und Jugendliche, 39 getötet und 10 schwer verletzt.

## Ablauf
Erste Ermittlungen ließen darauf schließen, dass der Bus des Unternehmens Mondotravel vor der Mautstelle bei Avellino ungebremst auf ein Stauende auffuhr. Dabei wurden 7 Autos ineinander geschoben. Danach schrammte er eine Betonmauer, durchbrach eine Leitplanke und stürzte in eine 30 Meter tiefe Schlucht.
Die Bergungsarbeiten gestalteten sich aufgrund der zerklüfteten und bewaldeten Hänge sehr schwierig. Die Überlebenden wurden in Krankenhäuser in der Umgebung gebracht. Die Reisegruppe war auf dem Rückweg einer Pilgerreise von Telese Terme nach Neapel. Die Leiche des Busfahrers wurde der Gerichtsmedizin zu weiteren Untersuchungen überstellt.
Weitere Untersuchungen eröffneten eine Theorie, wonach die Bremsen des 18 Jahre alten Busses defekt gewesen sein könnten. Schleifspuren an der Leitplanke, die sich über mehrere hundert Meter erstrecken, sowie Öl- und Getriebereste auf der Autobahn lassen vermuten, dass der Busfahrer versucht haben könnte, den Bus per Motorbremse und Blechbremsung zu verlangsamen.